# Neopomphale quercicola
Neopomphale quercicola is een vliesvleugelig insect uit de familie Eulophidae. De wetenschappelijke naam is voor het eerst geldig gepubliceerd in 1933 door Dozier.